# 新民乡 (安义县)
新民乡，是中华人民共和国江西省南昌市安义县下辖的一个乡镇级行政单位。

## 行政区划
新民乡下辖以下地区：
新民村、乌溪村、峤岭村、尚礼村、罗丰村、珠珞村、山上村、合水村、吊钟村和塘边村。